# 江間料金所
江間料金所（えまりょうきんじょ）は、静岡県伊豆の国市北江間にある伊豆中央道の本線料金所である。有人の料金所だが、夜間は無人となるため無料で通行できる（料金徴収時間：6時 - 22時）。2021年（令和3年）7月現在、ETC、クレジットカードは利用できないが、同年7月1日からETCソリューションズが提供する会員登録型のETC多目的利用サービス「ETCX」を導入した。

## 概要
料金所は江間トンネルと江間ICの間に設けられている。1992年（平成4年）7月から自動料金収受機で24時間料金徴収をしていたが、2014年（平成26年）4月から有人による料金徴収に変更された。
当料金所の南側、江間ICとの間に伊豆の国市道・長1029号線との交差点（江間交差点）があるため、伊豆中央道の有料区間（料金所）を経ずに無料区間のみを通行する車両も存在した。
2014年（平成26年）2月11日の伊豆縦貫自動車道（東駿河湾環状道路）函南塚本ICの供用開始による交通量増加の対策として、三島方面ハーフインターだった江間ICのフルインターチェンジ化と、江間ICと当料金所間にある、唯一の平面信号交差点だった江間交差点の立体化（江間改築事業）が事業化され、江間ICのフルインターチェンジ化は2020年7月1日、江間交差点立体化は同7月9日にそれぞれ供用開始した。

## 路線
- 伊豆中央道

## 料金所施設
ブース数：6（うち ETCX設置数：4）

### 函南方面
- ブース数：3

### 大仁方面
- ブース数：3

### 備考
- 2014年（平成26年）3月まで軽車両（原付専用）レーンが存在したが、有人料金徴収への変更に伴い廃止されている。また、大特車もレーンが分かれていたが、有人料金徴収への変更に伴いレーンの区別も廃止されている。
- 第3ブースは補助レーンであり、繁忙期以外は閉鎖されている。

## 歴史
- 1985年（昭和60年）4月1日：有料道路区間3.0kmの供用開始に伴い料金徴収開始[13]
- 1992年7月：無人料金収受機を設置[5][14]。
- 2014年（平成26年）4月：有人化に伴い無人料金収受機を撤去。
- 2021年（令和3年）7月1日：会員登録型のETC多目的利用サービス「ETCX」を導入[3]
- 2023年（令和5年）
  - 11月12日：料金徴収終了（修善寺道路との合併採算後の料金徴収期限）[15]
  - 11月13日：無料開放予定（修善寺道路と同時）

## 隣
伊豆中央道
函南塚本IC - 伊豆中央道入口交差点 - （平面交差あり） - 江間料金所 - 江間交差点（三島方面出入口） - 江間IC（下田方面出入口）

## 周辺
当料金所の東側隣接地に伊豆の国観光案内センターが開設されていたが、2015年（平成27年）9月30日に閉鎖されている。